# The Uninvited
The Uninvited är en amerikansk långfilm från 2009 i regi av Charles Guard och Thomas Guard, med Emily Browning, Arielle Kebbel, David Strathairn och Elizabeth Banks i rollerna. Filmen är en nyinspelning av den sydkoreanska skräckfilmen A Tale of Two Sisters från 2003.

## Handling
Anna Rydell (Emily Browning) och hennes syster Alex Rydell (Arielle Kebbel) lever hemma med sin pappa och sin sjuka mamma som sköts av en sjuksköterska. Men en dag så dör mamman i en explosion vilket leder till att Anna åker in på behandlingshem. När hon kommer ut efter ett halvår så är hennes pappa förlovad med mammas sjuksköterska. Vilket gör Anna arg och misstänksam hon tror att sköterskan ligger bakom hennes mammas död.

## Rollista
| Emily Browning   | – Anna           |
| Arielle Kebbel   | – Alex           |
| David Strathairn | – Steven         |
| Elizabeth Banks  | – Rachel         |
| Maya Massar      | – Mom            |
| Kevin McNulty    | – Sheriff Emery  |
| Jesse Moss       | – Matt           |
| Dean Paul Gibson | – Dr. Silberling |
| Don S. Davis     | – Mr. Henson     |
| Lex Burnham      | – Iris           |
| Matthew Bristol  | – David          |
| Danny Bristol    | – Samuel         |
| Heather Doerksen | – Mildred        |